# Виконт Стюарт Финдхорнский
Виконт Стюарт Финдхорнский из Финдхорна в графстве Морей — наследственный титул в системе Пэрства Соединённого королевства. Он был создан 20 ноября 1959 года для консервативного политика, достопочтенного Джеймса Стюарта (1897—1971), после его ухода на пенсию из Палаты общин. Джеймс Стюарт был третьим сыном Мортона Грея Стюарта, 17-го графа Морея (1855—1930). Джеймс Стюарт был депутатом Палаты общин от Морея и Нэрна (1923—1959), парламентским секретарем казначейства (1941—1945) и министром по делам Шотландии (1951—1957).
По состоянию на 2025 год, обладателем титула являлся его внук, Джеймс Доминик Стюарт 3-й виконт Стюарт Финдхорнский (род. 1948), который сменил своего отца в 1999 году.

## Виконты Стюарт Финдхорнские (1959)
- 1959—1971: Джеймс Грей Стюарт, 1-й виконт Стюарт Финдхорнский (9 февраля 1897 — 20 февраля 1971), третий сын Мортона Грея Стюарта, 17-го графа Морея (1855—1930);
- 1971—1999: Дэвид Рэндольф Морей Стюарт, 2-й виконт Стюарт Финдхорнский (20 июня 1924 — 24 октября 1999), старший сын предыдущего;
- 1999 — настоящее время: Джеймс Доминик Стюарт, 3-й виконт Стюарт Финдхорнский (род. 25 марта 1948), единственный сын предыдущего от первого брака;
  - Наследник: достопочтенный Эндрю Морей Стюарт (род. 20 октября 1957), единственный сын 2-го виконта от второго брака, сводный брат предыдущего.